# Jo Marie Payton
Jo Marie Payton (Albany, 3 agosto 1950) è un'attrice statunitense.

## Carriera
Debutta nel 1987 nella sit-com Balki e Larry - Due perfetti americani nel ruolo di Harriet Winslow, personaggio che riprenderà nella serie televisiva Otto sotto un tetto (Family Matters).
Nel 1997, durante la nona stagione di quest'ultima, l'attrice abbandona la serie e viene sostituita  da Judyann Elder.

## Filmografia parziale

### Cinema
- The Hollywood Knights, regia di Floyd Mutrux (1980)
- L'affare del secolo (Deal of the Century), regia di William Friedkin (1983)
- Mississippi Adventure (Crossroads), regia di Walter Hill (1986)
- Come ammazzare un miliardario e morire dal ridere (Disorderlies), regia di Michael Schultz (1987)
- Colors - Colori di guerra (Colors), regia di Dennis Hopper (1988)
- In campeggio a Beverly Hills (Troop Beverly Hills), regia di Jeff Kanew (1989)

### Televisione
- The Plant Family, regia di James Burrows – film TV (1978)
- The New Odd Couple – serie TV, episodi 1x06-1x11-1x12-1x18 (1982-1983)
- Cari professori (Teachers Only) – serie TV, episodio 2x11 (1983)
- Il mio amico Ricky (Silver Spoons) – serie TV, 6 episodi (1986-1987)
- Super Vicki (Small Wonder) – serie TV, episodi 2x04-4x04 (1986-1989)
- 227 – serie TV, episodi 2x11 (1987)
- The Slap Maxwell Story – serie TV, episodio 1x01 (1987)
- Balki e Larry - Due perfetti americani (Perfect Strangers) – serie TV, 33 episodi (1987-1989)
- Frank's Place – serie TV, episodio 1x21 (1988)
- Otto sotto un tetto (Family Matters) – serie TV, 204 episodi (1989-1997)
- The Jamie Foxx Show – serie TV, episodio 3x07 (1998)
- Un volo a Natale (The Flight Before Christmas), regia di Peter Sullivan – film TV (2015)

## Doppiatrici italiane
Nelle versioni in italiano delle opere in cui ha recitato, Jo Marie Payton è stata doppiata da:
- Paila Pavese in 8 sotto un tetto
- Anna Teresa Eugeni in Will & Grace (ep. 2x08, 2x10)
- Aurora Cancian in Will & Grace (ep. 2x14, 2x23)
- Solvejg D'Assunta in Desperate Housewives
- Stefania Romagnoli in Beach Bum - Una vita in fumo
- Cristina Piras in She the people

Da doppiatrice è stata sostituita da:
- Paila Pavese ne La famiglia Proud e La famiglia Proud: più forte e orgogliosa (st. 1-2)
- Cristina Noci ne La famiglia Proud: più forte e orgogliosa (st. 3)